# Астахов, Александр Семёнович
Александр Семёнович Астахов (13 июля 1926, Ростов-на-Дону — 21 июля 2012, Москва) — советский и российский учёный-горняк, один из создателей экономики горно-добывающих и минерально-сырьевых отраслей. Доктор экономических наук, профессор.

## Биография
Александр Семёнович Астахов родился 13 июля 1926 года в городе Ростове-на-Дону. Окончил инженерно-экономический факультет Московского горного института (сейчас — один из институтов НИТУ «МИСиС») в 1950 году.
Работал начальником планового отдела шахты № 17 треста «Щекинуголь» (1950—1953); старшим научным сотрудником, заведующим лабораторией ИГД им. А. А. Скочинского (1953—1967); заведующим отделом ЦНИЭИуголь (1967—1975); профессором Института управления народным хозяйством Госкомитета по науке и технике (1975—1977); профессором МГГУ, МГРА, МИУ (в разное время), заведующим кафедрой экономики отраслей Академии народного хозяйства при Совете Министров СССР (АНХ, 1977—1992); заведующим отделом отделом ЦНИЭИуголь (1992—2012).
Доктор экономических наук (1964), профессор (1969).

## Научная и педагогическая деятельность
А. С. Астахов сформулировал исходные положения и принципы геоэкономического направления горной науки и разработал системную методологию взаимоувязанного решения цикла задач промышленного освоения и использования минеральных ресурсов. Разработал методологические основы комплексной экономической оценки запасов полезных ископаемых.
Александр Семёнович предложил и разработал основы современной методологии и критериев динамической оценки эффективности горного производства и капиталовложений по отдельным их направлениям. Внес огромный вклад в методологию и практику разработки инвестиционных стратегий, теорию принятия решений; проблемы горного риска и ряд других.
Участвовал во многих международных проектах. Книги и статьи А. С. Астахова переведены на восемь иностранных языков. Всего за период с 1960 по 2006 г. опубликовал 34 монографии и около 300 научных статей, во многом сформировавших методологическую основу современной горно-экономической науки.
Преподавательская работа: профессор Московского горного института, Московского института управления, Московского геолого-разведочного института. Заведующий кафедрой Академии народного хозяйства, где с 1977 г. по 1992 г. курировал подготовку и переподготовку хозяйственных руководителей высшего звена всех отраслей экономики. Подготовил 45 кандидатов и докторов наук. Читал лекции в учебных заведениях Италии, Финляндии, Германии, Венгрии, Китая и др. Автор пяти учебников для вузов по экономике горной промышленности и экологии.
В течение многих лет — член правительственной Межведомственной комиссии по социально-экономическому развитию угледобывающих регионов, член Госэкспертизы при Госплане СССР, ВАК, ряда ученых и редакционных советов.

## Признание
Орден Трудового Красного Знамени (1971), орден «Знак Почёта» (1986); знак «Шахтёрская слава» I, II и III степеней.
Почётный работник угольной промышленности.